# Laitila
Laitila (in svedese Letala) è una città finlandese di 8366 abitanti, situata nella regione del Varsinais-Suomi.
È la città natale del matematico e astronomo Kustaa Aadolf Inkeri.